# Festuca sardoa
Festuca sardoa là một loài thực vật có hoa trong họ Hòa thảo. Loài này được (Nees ex Barbey) Hack. mô tả khoa học đầu tiên năm 1885.